# Krásné Údolí
Krásné Údolí település Csehországban, a Karlovy Vary-i járásban. Krásné Údolí Otročín, Chodov és Útvina településekkel határos. Lakosainak száma 390 fő (2024. január 1.).

## Népesség
A település lakosságának változását az alábbi diagram mutatja:
| Lakosok száma | 770  | 774  | 653  | 268  | 532  | 442  | 398  | 400  | 389  | 390  |
|               | 1869 | 1890 | 1921 | 1950 | 1980 | 2001 | 2017 | 2019 | 2022 | 2024 |